# 태극천자문
《태극천자문》(太極千字文)은 대한민국과 일본이 공동 제작한 애니메이션이다.

## 방송 일시
| 방송 채널 | 방송일                            | 방송 시간                        |
| --------- | --------------------------------- | -------------------------------- |
| KBS 1TV   | 2007년 4월 29일 ~ 2008년 1월 20일 | 휴일 일 오전 7시 30분 ~ 8시      |
| KBS 1TV   | 2011년 1월 7일 ~ 3월 18일         | 평일 금 오후 1시 30분 ~ 2시      |
| KBS 2TV   | 2007년 6월 11일 ~ 10월 29일       | 평일 월 오후 5시 30분 ~ 6시      |
| KBS 2TV   | 11월 5일 ~ 2008년 3월 17일        | 평일 월 오후 4시 ~ 4시 30분      |
| KBS 2TV   | 6월 2일 ~ 7월 28일                | 평일 월 오후 5시 30분 ~ 6시      |
| KBS 2TV   | 2010년 5월 14일 ~ 12월 31일       | 평일 금 오후 5시 15분 ~ 5시 45분 |

## 줄거리
아득한 옛날부터 이 세상은 '하늘과 땅', '빛과 그림자', '남자와 여자' 등과 같이 삼라만상의 모든 것이 서로 대립되는 두 개의 극으로 이루어져 있었다. 그리고 이 모든 2개의 극은 서로 균형을 유지하며 세상의 조화를 유지하고 있었고, 우리가 사는 세계 역시 선계(仙界)와 인간계(人間界)라는 두 개의 세계가 서로 다른 차원에서 공존하고 있었다. 선계의 두 종족인 호족(虎族)과 용족(龍族)은 우주의 질서를 유지하는 이치를 천 개의 글자에 담은 '태극천자문(太極千字文)'을 만들고, 이를 반씩 나누어 보관하여 세상의 조화를 유지하며 평화롭게 선계를 다스려 왔다.
그러던 어느 날 용족의 사악한 무리가 반란을 일으켰고, 반란으로 용왕의 자리에 오른 디가는 세상을 정복할 힘을 갖기 위해 호족이 가진 천자문을 노리고 습격해 왔다. 선계의 질서는 깨어지고 위기에 몰린 호왕은 천자문이 디가의 손에 들어가는 것을 막기 위해 스스로 천자문이 새겨진 마도비석을 파괴해 버린다. 결국 부서진 천자문 조각은 차원의 벽을 넘어 인간계로 흩어지게 되고, 살아남은 호족들 역시 간신히 인간계로 탈출한다. 인간계로 탈출한 호족의 생존자들은 인간들과 동화되어 살며 비밀리에 조직을 정비하고 흩어진 천자문을 찾고 있었지만, 디가의 명령을 받은 용족의 전사들 역시 천자문을 찾기 위해 차원의 벽을 넘어 인간계에 잠입하게 되면서, 천자문을 둘러싼 호족과 용족간의 새로운 전쟁이 인간계에서 펼쳐지게 된다.
평화로워 보이는 인간계의 한 마을. 정의감이 강하고 지기 싫어하는 초등학생 라이는 엄마의 생일선물을 살 돈을 마련하기 위해 트럼프 타워 대회에 출전한다. 한편, 천자문 수색 임무를 수행중인 호족의 정예부대 '태극 수호대'는 천자문의 반응을 따라 라이가 살고 있는 마을에 잠입하게 되고, 인간들의 눈을 피해 용족 추격대와 쫓고 쫓기는 추격전을 벌인다. 트럼프 타워 대회에서 우승한 라이는 자기도 모르는 기운에 이끌려 우승 상금으로 이상한 모양의 오르골을 엄마의 생일선물로 사게 된다.
집에 도착한 라이 앞에 나타난 용족전사 루카. 루카는 라이를 호족이라고 부르며 강력한 에너지로 공격한다. 위기의 순간에 나타난 라이의 엄마는 라이를 지키기 위해 루카와 맞서지만, 두 사람이 대치한 가운데 일어난 대폭발로 엄마는 사라져 버린다. 엄마를 잃은 슬픔과 분노에 휩싸인 라이의 외침에, 라이의 몸에 호랑이 무늬가 나타나기 시작하고 오르골에서는 '불 화(火)' 자가 새겨진 카드가 튀어나온다. 본능적으로 카드를 손에 쥔 라이. 순간 카드로부터 강력한 화염이 발산되지만, 아직 천자문의 힘을 제대로 쓸 줄 모르는 라이의 공격은 루카에게는 역부족이었다. 그러나 위기의 순간에 태극 수호대가 나타나 천자문의 힘을 이용해 라이를 구해준다. 태극 수호대에 의해 목숨을 건지게 된 라이는 루카를 피해 태극 수호대의 아지트인 '타이거 호'에 머물게 된다. 라이는 그곳에서 호족의 장로 코모루카를 통해 인간계에서 벌어지고 있는 천자문을 둘러싼 호족과 용족간의 전쟁에 대한 이야기와 자신 역시 호족의 후손이었다는 충격적인 사실을 듣게 된다.

## 등장 인물

### 호족
- 라이 : 11세. 초등학교 4학년. 신비한 힘을 가진 다혈질의 소년. 밝고 활발하며, 머리도 운동신경도 좋지만, 자존심이 세고 승부욕이 강하다. 성우는 손정아
  - 색상 :      빨간색
- 세나 : 11세. 초등학교 4학년. 언니 3명, 여동생 1명이 있다. 명문가문 출신의 당차고 책임감 강한 소녀. 호족의 명문 가문 출신으로 밝은 성격의 꼼꼼하고 책임감이 강하다. 새침하고 예민하지만 밝고 따뜻한 성격. 자신의 아버지와 언니들을 무서워하고 어려워한다. 성우는 이현선(1화 ~ 19화.) → 이용순(20화 ~ 39화.)
  - 색상 :      분홍색
- 핀 : 11세. 초등학교 4학년. 말이 없고 무뚝뚝한 천재형 소년. 자신의 감정을 드러내는 일이 거의 없는 냉정하고 과묵한 성격. 하지만 언제나 동료를 생각하고 웃는 따뜻한 성격을 가졌고 재주가 많다. 그래도 말은 한다. 라이와 보드게임, 카드 쌓기, 포켓볼 승부를 했을 때 핀이 이겼다.또리가 웃겨줘도, 장난감으로 놀래켜줘도 핀은 웃지도 않고 놀라지도 않고 쿨하게 넘어가는 건 덤이다. '닌자'라는 별명이 있는 듯. 성우는 오길경.
  - 색상 :      파란색
- 돈하 : 15세. 중학교 2학년. 남동생이 3명 있다. 느긋한 성격의 믿음직한 맏형 같은 소년. 화를 잘 내지 않고 어른스럽고 모든이에게 친절하고 상냥하지만, 지나치게 느긋한 성격으로 답답하게 보이기도 한다. 특히 먹는 것을 좋아하고 너무 밝힌다. 그리고 요리를 잘하고 좋아한다. 성우는 사성웅.
  - 색상 :      녹색
- 또리 : 9세. 초등학교 2학년. 언제나 유쾌한 못 말리는 장난꾸러기. 팀의 막내로 항상 시끄러운 수다쟁이. 장난치기를 좋아한다. 성우는 김서영.
  - 색상 :      노란색
- 하크 : 백호의 정령. 자잘한 걱정의 한시도 맘 편할 날이 없는 호족의 정령. 태극천자문을 탐지할 수 있는 능력을 가졌다. 성우는 은영선.

- 한나 : 6세, 세나의 여동생. 처음 등장했을 때 말괄량이인데다가 예민한 모습, 다혈질인 성격을 보였으나 그 이후로부터는 상냥하고 친절한 성격이 되었다. 태극 수호대에 합류하고 싶었기에 라이를 약하다면서 얕봤지만, 용족들에게 위기에 처했을 때 라이의 활약으로 구사일생하면서 라이를 인정하게 된다. 성우는 안영아.

- 아스티, 크로더, 스트라 : 세나의 언니들. 세나와는 비교도 안될 정도로 강해 세나를 은근히 무시하는 경향이 있었지만 후에 어엿한 전사로 성장한 세나를 인정하는 모습을 보인다. 성우는 각각 김서영, 김혜미, 오길경.

- 아단 : 호족의 사령관. 세나의 아빠. 41세. 세나를 아끼는 듯 하나, 자신을 구하기 위해 함정인걸 알고도 뛰어든 세나의 행동을 지적하며 대장 자격 미달이라고 하는 등, 꽤나 냉정하다. 성우는 설영범.

- 즈센 : 호족의 장군으로 라이를 신뢰하고 있다. 성우는 강수진.

- 코모루카 : 호족의 수석 장로. 파이론과는 오랜 친구로, 태극 수호대를 지원하는 역할을 하고 있다. 성우는 최문자.

- 파이론 : 호족의 수적 장로. 용족의 멸망을 주장하는 강경파. 코모루카와는 심한 의견 대립을 하고 있다. 성우는 문관일.

- 시드 : 핀의 은사. 사실은 게르바의 심복이다. 성우는 사성웅.

- 호왕 : 호족의 황제로, 루바의 아버지며 라이의 친할아버지. 성우는 장광.

### 용족
- 루카 : 용족 최강의 전사이자 비비의 오빠. 라이의 숙명의 라이벌이기도 하다. 성우는 유동균.

- 자하라 : 루카를 흠모하는 용족 여전사. 성우는 은영선.

- 가르니아 : 용족 상급전사. 호탕하고 털털하며 전사로서 자부심과 긍지를 갖고 있다. 성우는 한상덕.

- 아브 : 용족 상급 전사. 교활하고 잔인하기 때문에 다른 용족전사에게 미움을 사고 있다. 성우는 故 김관진.

- 비샤스 : 용왕 근위대의 사령관. 성우는 장광.

- 미슈카 : 비샤스의 후임. 루카와는 어린시절 로로아의 제자로 동기. 성우는 김혜미.

- 드란 : 용족 근위대의 사령관 대리 겸 마스코트. 하크와는 오랜 친구이자 라이벌 관계다. 성우는 문관일

- 디가 : 용황. 장군에 불과했지만 야심이 있던 그는 게르바(루바)를 풀어주고 그에게서 기계병을 지원하면서 반란을 일으켰다. 성우는 설영범.

- 게르바 : 디가의 측근. 정체는 호족의 생존자인 라이의 아버지 루바이다. 성우는 강수진.

- 바르그 : 용족의 대장군. 성우는 고재균.

- 자레스 : 바르그의 부관. 성우는 문관일.

- 쟈카타 : 용황 돌격대의 대장. 루프트드라케가 호족에게 노출되자 이를 대비하기 위해 인간계로 파견하였다. 성우는 故 김관진.

- 테라, 리타, 야니마, 다그 : 용황 돌격대. 성우는 각각 오길경, 김서영, 유동균.

- 비비 : 루카의 여동생. 숲속의 동물들을 잘 다루며, 싸움을 싫어한다. 성우는 김희선.

- 아우라 : 라이의 어머니, 용족의 황녀로 호족의 왕자였던 루바를 만나 사랑에 빠지는 바람에 인간계로 도피하였다. 성우는 최문자.

- 로로아 : 용족의 수적 장로. 루카와 미슈카의 스승. 성우는 장광.

- 정령왕 : 태극왕을 보좌하며 선계의 평화를 유지하던 정령왕. 성우는 각각 유동균/이용순

- 태극왕 : 천자문의 수호자. 성우는 장광.

### 목소리 출연
- 손정아 라이
- 사성웅
- 김서영 또리
- 오길경
- 은영선
- 문관일
- 최문자
- 장광
- 유동균
- 한상덕
- 설영범
- 김희선비비
- 이용순 세나(20화 ~ 39화), 이현선(중도하차)
- 임경명
- 강수진
- 김혜미
- 고재균
- 안영아
- 이현선 세나(1화 ~ 19화)중도하차
- (故) 김관진

## 제작진
- 제작: 송성근, Hiroshi Takahashi, 최종일, 박건섭, 정미
- 기획: 민영문, Atsutoshi Umezawa
- 책임프로듀서:
- 프로듀서: 이순주, 이우진, Kenji Ebato, Yoko Akiyama
- 제작프로듀서:
- 기획구성: 최종일
- 한자감수: 이희목
- 시리즈구성: Hiromu Sato
- 시나리오: Hiromu Sato, Kazuhisa Okamoto, Kenichi Yamada, Yoshimichi Hosoi, Takashi Ohara, Katsunori Fukuda
- 미술디자인: Takashi Kurahashi
- 색채설계: Kunio Tsujita
- 캐릭터 디자인: Hisashi Kagawa
- 메카닉 디자인: Shuntaro Mura
- 콘티: Hiroki Shibata, Hidehito Ueda, Tomoharu Katsumata, Masayuki Akehi, Masato Mitsuka, Ryoji Fujiwara
- 감독: Hiroki Shibata, 김영찬
- 제작담당: Atsunori Kazama
- 작화감독: 이종현
- 연출: 김영찬, 심상일, 신형우, 김상엽, 박찬영, 이주현
- 조연출: 김성철
- 원화작감: 권은경, 김성범, 서정덕, 김종용, 김준오
- 원화: 명가영, 김종용, 이주현, 오현경, 이기석, 안남희, 김상욱, 서원, 이감배 , 홍영표, 이범길, 김동남, 최성우, 김영찬, 안정렬, 이경민, 오두형, 육성수, 성윤진, 이두희, 조성규, 신유미, 이현대, 이광백, 김창한, 박영식, 이종만, 김성완, 양정희, 서성천, 이대용, 구광일
- 동화작감: 김관식, 이주리, 정영희
- 동화: 박은숙, 박문희, 이현정, 한지민, 정아라, 유민, 김현미, 김진희, 유영자, 강은주, 홍수연, 이수정, 변승희, 임선아, 김혜정, 노효진, 조윤희, 나유민, 노아룸, 이주현, 이만표, 김선아, 조현미, 윤혜선, 나도희, 박현아
- 색지정: 정현, 정주현, 이은정, 안희란
- 채색: 이은정, 손희수, 한미영, 고은진, 정영선, 배옥주, 안효진, 서명주, 고유나, 유미, 최경희, 윤현정, 양윤정, 권선영, 김영옥, 진미연, 오효자, 나강훈, 전경희, 전하영
- 배경감독: 정상웅
- 배경: 유미옥, 김현주, 김경태, 박소영, 이주희, 황선미, 유미라, 이지은, 원혜영
- 촬영감독: 김영호
- 촬영: 조영란, 김수경, 이수연, 문정인, 이현희, 이은경, 장정인
- 3D 감독: 정민수
- 3D 제작: 김종식, 최정민, 정종현, 송태웅, 원종현, 양찬엽, 조현제, 정영란, 이상헌, 김기수, 하수연, 진형우
- 오프닝 제작: 김영찬, 고경남
- 엔딩 제작: 로켓슈즈

하크와 드란의 호락호락 천자문
- 구성: 강선희
- 애니메이션: 한희철, 박세민
- 감독: 김도식
- 천자문송 노래: 임지숙, 정미영, 조홍매 (중국어), Ito Kyokyo (일본어)
- 제작관리: 전현호, 김찬영, 이승신, 최인섭, 조아라, 김태진, Atsunori Kazama

- 녹음: GG 사운드 (김희집, 이향희)
- 주제가 작사: (故) 민영문, 김주희
- 작곡: 방용석
- 노래: 류성필, 방대식

- 사운드디자인: 박재석, 김서랍
- 믹싱: 박재석
- 음악디자인: 김정연
- 편집감독: 김준석
- 컴퓨터 그래픽: 신정원
- 공동제작 진행: 서현수, 김의선
- 책임프로듀서: Kozo Morishita, Satoko Sasaki
- ⓒ: 2007~2008 KBS, Toei Animation, 아이코닉스, 동서대학교, JM Animation
- 공동제작: KBS, Toei Animation, 아이코닉스, 동서대학교, 제이엠 애니메이션

## 방송 회차
| 방송 횟수  | 방송 일자       | 부제 (서브 타이틀)                           |
| ---------- | --------------- | -------------------------------------------- |
| 1          | 2007년 4월 29일 | 화광충천(火光衝天) 불 화(火)                 |
| 2          | 5월 6일         | 발동 태극천자문(太極千字文)                  |
| 3          | 5월 13일        | 소문만복래(笑門萬福來) 웃으면 복이 와요      |
| 4          | 5월 20일        | 붕우유신(朋友有信) 우리는 친구               |
| 5          | 5월 27일        | 난형난제(難兄難弟) 대장은 괴로워             |
| 6          | 6월 3일         | 폭발(爆發) 라이의 숨겨진 힘                  |
| 7          | 6월 10일        | 하나를 위한 모두 모두를 위한 하나            |
| 8          | 6월 17일        | 차가운 불꽃 뜨거운 가슴                      |
| 9          | 6월 24일        | 폭풍전야(暴風前夜) 말괄량이 불청객           |
| 10         | 7월 1일         | 날아라 라이 빛의 날개로                      |
| 11         | 7월 8일         | 부전녀전(父傳女傳) 그 아버지에 그 딸         |
| 12         | 7월 15일        | 좌절금지(挫折禁止) 시련은 있어도 좌절은 없다 |
| 13         | 7월 22일        | 의기투합(意氣投合) 모두의 마음을 합하여      |
| 14         | 7월 29일        | 완전소중(完全所重) 하크와 드란               |
| 15         | 8월 5일         | 용감무쌍(勇敢無雙) 폭풍의 자매들             |
| 16         | 8월 12일        | 일장춘몽(一場春夢) 꿈같은 시간이여!          |
| 17         | 8월 19일        | 일희일비(一喜一悲) 슬픔이여 안녕             |
| 18         | 8월 26일        | 오매불망(寤寐不忘) 소중한 내 친구들          |
| 19         | 9월 2일         | 오월동주(吳越同舟) 혼란 속에 핀 우정         |
| 20         | 9월 9일         | 시공초월(時空超越) 그리운 엄마 아빠          |
| 21         | 9월 16일        | 예측불허(豫測不許) 용황돌격대                |
| 22         | 9월 23일        | 한래서왕(寒來暑往) 설원에 피어나는 온기      |
| 23         | 9월 30일        | 정면돌파(正面突破) 루프트드라케 공격 작전    |
| 24         | 10월 7일        | 살신성인(殺身成仁) 아름다운 전우애           |
| 25         | 10월 14일       | 풍전등화(風前燈火) 비밀기지를 사수하라       |
| 26         | 10월 21일       | 자중지란(自中之亂) 친구인가 적인가           |
| 27         | 10월 28일       | 천방지축(天方地軸) 괴짜 소녀 비비            |
| 28         | 11월 4일        | 기상천외(奇想天外) 로로아 장로배 달리기 대회 |
| 29         | 11월 11일       | 용호상박(龍虎相搏) 멀고도 가까운 사이        |
| 30         | 11월 18일       | 막상막하(莫上莫下) 천자문 경연 대회          |
| 31         | 11월 25일       | 와신상담(臥薪嘗膽) 쟈카타의 대반격           |
| 32         | 12월 2일        | 점입가경(漸入佳境) 정령왕 동굴에서의 결전    |
| 33         | 12월 9일        | 마각노출(味覺露出) 가면전사의 정체           |
| 34         | 12월 16일       | 견리망의(見利忘義) 여기저기 배신자           |
| 35         | 12월 23일       | 인지상정(人之常情) 우정과 운명 사이          |
| 36         | 12월 30일       | 역지사지(易地思之) 호족과 용족의 정의        |
| 37         | 2008년 1월 6일  | 교우이신(交友以信) 믿음으로 지킨 우정        |
| 38         | 1월 13일        | 혈육지정(血肉之情) 아버지와 아들             |
| 최종화(39) | 1월 20일        | 태극왕(太極王) 선계의 평화여 영원하라        |

## 같이 보기
- 대한민국의 애니메이션